# Китай-город (ТЕОС)

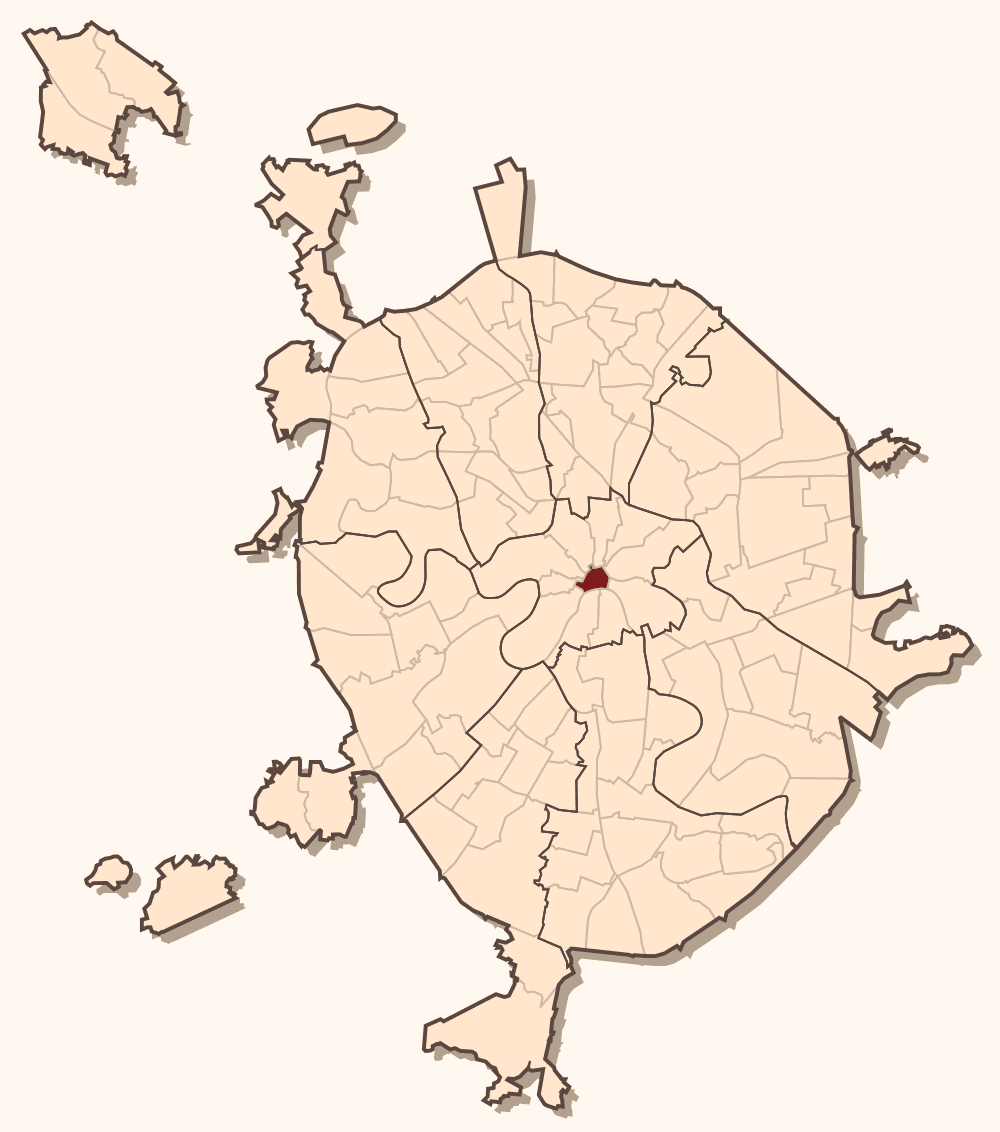
Китай-город на карте Москвы

ТЕОС «Китай-город» — бывшая территориальная единица с особым статусом города Москвы, просуществовавшая с 1996 года по 2002 год. Располагалась в Центральном административном округе. В её состав входили Московский Кремль, Красная площадь, а также прилегающая к ним территория исторического Китай-города.

## История
Территориальная единица с особым статусом «Китай-Город» была организована в 1996 году по распоряжению мэра Москвы.
Глава администрации территории «Китай-город» назначался и освобождался от должности Мэром города Москвы по представлению префекта Центрального административного округа. Учитывая исторические, архитектурные и культурные особенности территории, глава администрации назначался, кроме того, министром Правительства Москвы.
В 2003 году по постановлению правительства Москвы ТЕОС «Китай-город» была реорганизована в управление «Китай-город» префектуры Центрального административного округа, при этом территория, ранее относившаяся к ТЕОС, была разделена между районами «Арбат» и «Тверской» ещё в 2002 году.

## Границы
Границы территории ТЕОС «Китай-город» проходили по реке Москве, далее по проезду на Большой Каменный мост, юго-западной границе Боровицкой площади, осям: улицы Знаменки, Крестовоздвиженского переулка, улицы Воздвиженки, Моховой улицы, улицы Большой Дмитровки, Копьевского переулка, улицы Петровки, Театрального проезда, северо-западной и северо-восточной границам Лубянской площади, оси Лубянского проезда, юго-восточным границам Славянской площади и площади Варварские Ворота, оси Китайгородского проезда до реки Москвы.
Таким образом, к территории ТЕОС «Китай-город» относились (помимо собственно исторического Китай-города) Московский Кремль и Красная площадь, а также прилегающие к ним территории исторического центра города: Манежная и Театральная площади, Александровский сад.